# Вільямуера-де-ла-Куеса
Вільямуера-де-ла-Куеса (ісп. Villamuera de la Cueza) — муніципалітет в Іспанії, у складі автономної спільноти Кастилія-і-Леон, у провінції Паленсія. Населення — 57 осіб (2010).
Муніципалітет розташований на відстані близько 220 км на північ від Мадрида, 30 км на північний захід від Паленсії.

## Демографія
Динаміка населення (INE ):